# 利府線
利府線（りふせん）は、東日本旅客鉄道（JR東日本）東北本線の支線、宮城県仙台市宮城野区の岩切駅から同県宮城郡利府町の利府駅までの通称である。利府支線ともいう。1962年よりこう呼ばれている。
岩切駅から東北本線の本線と分岐し、新幹線総合車両センターのある新利府駅を経て利府駅に至る単線の路線である。元々は岩切駅から利府駅を経て品井沼駅に至る本線ルートの一部であったが、塩釜駅経由の新ルートが開通し、後に利府駅 - 品井沼駅間が廃止されて本線ルートから外れた行き止まり線となり、以後は利府町と仙台方面を結ぶ地域輸送が主となっている。
「利府線」はJR東日本が正式に定めた運転系統名（例：京浜東北線）や愛称（例：宇都宮線）ではなく、あくまでも俗称である。そのため、岩切 - 利府間の旅客案内に「利府線」が用いられることはなく、当該区間においても正式路線名である「東北本線」で案内されている。一方、沿線自治体の利府町では岩切 - 利府間を「利府線」と呼ぶ例があり、沿線施設の交通アクセス表記において「利府線」の名称を用いる例が見られる。
全区間が仙台近郊区間ならびにIC乗車カード「Suica」の仙台エリアに含まれている。

## 路線データ
- 管轄（営業種別）：東日本旅客鉄道（第一種鉄道事業者）
- 路線距離（営業キロ）：岩切駅 - 利府駅 4.2 km
- 軌間：1,067 mm
- 駅数：3（起点を含む）
- 複線区間：なし（全線単線）
- 電化区間：全線（交流20,000 V 50 Hz）
- 閉塞方式：特殊自動閉塞式
- 最高速度：95 km/h

全区間、東北本部の管轄である。

## 歴史

日本鉄道線略図

日本鉄道は第三区線として、東北本線岩切駅から分岐し塩釜駅（後の塩釜埠頭駅）に至る塩竈線を建設、郡山駅 - 塩釜駅間を1887年（明治20年）12月15日に開通させた。
第三区線の完成後、日本鉄道は第四区線に取り掛かり、1890年（明治23年）に岩切駅 - 一ノ関駅間を開業した際、岩切駅から先は利府を経由して北上するルートが採用された。しかし、この区間には最大16.7パーミルの勾配が存在し、長大列車では補助機関車を連結する必要が生じ、さらには列車の遅れや運休がしばしば見受けられた。

### 東北本線の塩竈誘致
昭和の初めには、塩竈町長を会長とする「岩切松島間鉄道線路変更期成同盟」が東北本線の経路移設を求めて活動し、宮城県出身の衆議院議員守屋栄夫がこれを国会に建議していた。またこれとは別に、太平洋戦争が激化すると、貨物輸送を船舶から鉄道へ転移させる必要が生じた。鉄道の輸送力を増強するために、東海道本線の大垣駅 - 関ケ原駅間や、函館本線の大沼駅 - 森駅間など、日本各地で勾配緩和のための新線の建設が進み、岩切駅 - 品井沼駅間においても勾配の緩和が計画された。この時、鉄道省は若干の経路変更を含む利府村内での勾配切り下げを考え、測量を行っていた。一方、衆議院議員から塩竈市長（塩竈町は1938年〈昭和13年〉9月1日に市制施行）になっていた守屋は鉄道大臣八田嘉明や海軍将校保科善四郎と面会し、塩竈経由の東北本線の実現に協力を求めた。最終的には、1943年（昭和18年）4月に塩竈を経由する新線の建設が決まった。

### 海線の全通と山線の短縮
1944年（昭和19年）11月15日に陸前山王駅 - 品井沼駅間に新線が開業。旧来の経路と合わせて2つのルートが併存する形となった。この時、岩切駅 - 陸前山王駅間は塩竈線から東北本線に編入された。
新線は「東北海岸線」あるいは「海線」と呼ばれ、当初は駅も無く貨物列車のみが走行していた。しかしやがて、急行列車が経由するようになった新線が東北本線の主要経路となり、利府経由の通称「山線」ルートは普通列車による地域輸送が主体となった。
「海線」が完全に複線化されると両ルート併存の意味が薄れて「山線」の廃止が濃厚となることから、「山線」の沿線住人はこれに反発し、存続運動を起こした。この影響で陸前山王駅から品井沼駅までの複線化は取り残された。それでも最終的には「海線」の複線化と「山線」の廃止が決まったが、代替交通手段が確保できないという理由で、「山線」の岩切駅 - 利府駅間は残されることになった。また「山線」の松島駅（旧駅）については、その近くの新線上に代替駅として愛宕駅を国鉄が自費で設置することとされ、愛宕駅開業までは松島駅（旧駅）を維持するなどの諸条件も付けられた。一方、塩竈市議会は1947年（昭和22年）に「海線」の複線化と駅の設置を議決し、塩竈市がこの件を仙台鉄道局へ陳情した。1956年（昭和31年）、「海線」が東北本線のメインルートとなることになり、この時に「海線」に塩釜駅が開設された。こうして「山線」は新線の複線化が完成した1962年（昭和37年）4月20日に松島駅（旧駅） - 品井沼駅間が廃止され、同年7月1日に利府駅 - 松島駅（旧駅）間が廃止された。なお、「山線」の廃線跡は、その大部分が宮城県道8号仙台松島線と並走しており、大多数が道路に転用された。
利府以北が廃止された後の利府駅は利用客数が落ち込み、再び存廃問題が取りざたされたが、利府村長などが熱心に陳情を行い、1日5往復だった列車が7往復に増やされるに至った。ヨンサントオと呼ばれる白紙ダイヤ改正が行われた1968年（昭和43年）に東北本線東京 - 青森間の複線化と電化が完成するが、利府線は単線のままで電化も遅れ、1978年（昭和53年）に交流電化された後も多くは気動車によって運行され、完全に電車に置き換えられたのは1995年（平成7年）である。

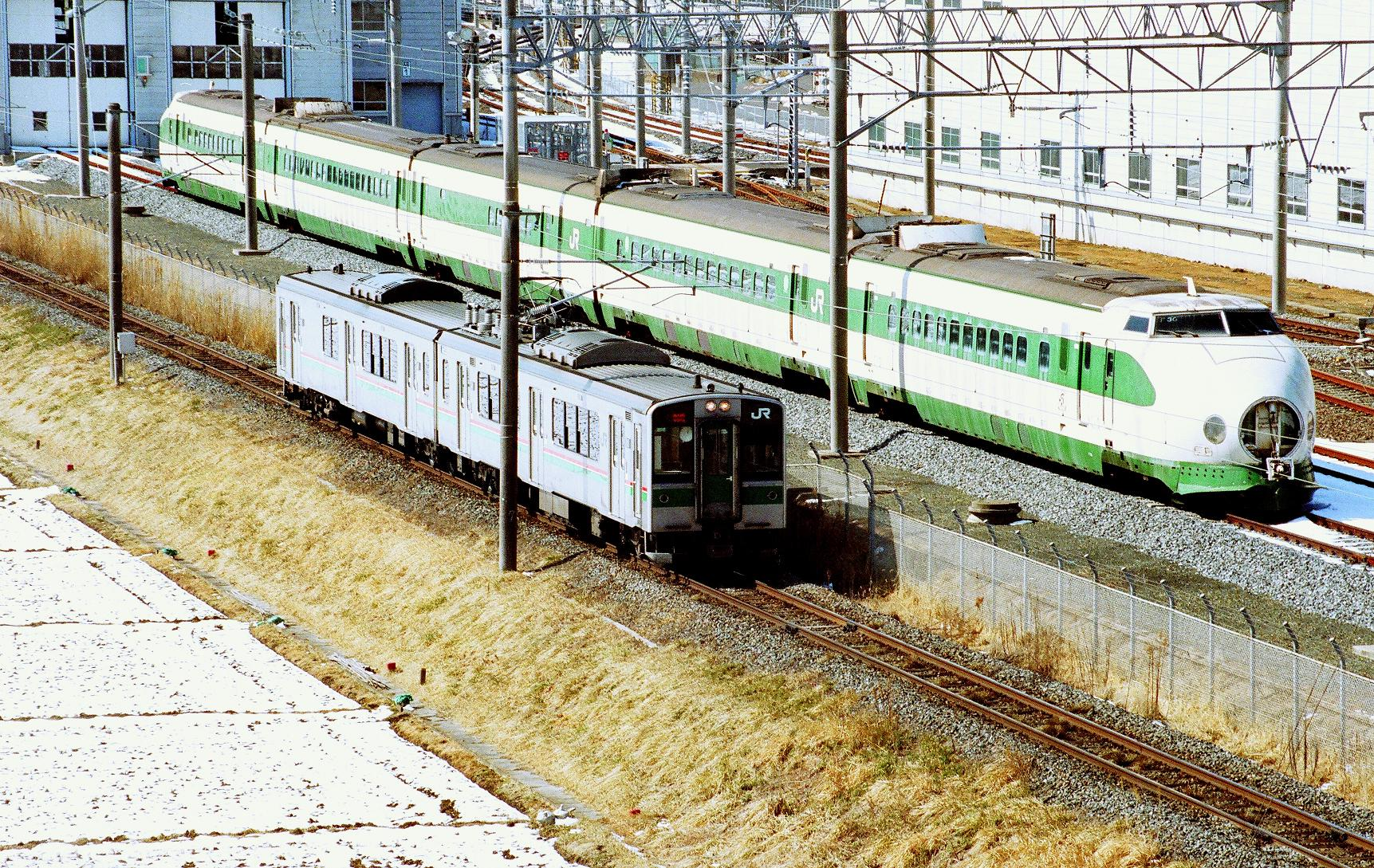
新幹線総合車両センターの脇を走る利府行きの列車。
（2003年1月22日撮影）

1982年（昭和57年）の東北新幹線開業に際し、仙台工場・仙台第一新幹線運転所（後に仙台総合車両所に統合、現在は新幹線総合車両センター）が利府線沿いに設置され、関係者の通勤の便を図るために新利府駅が新たに設置された。
利府駅 - 品井沼駅間の廃止後、長らく仙台市方面と利府町を結ぶローカル輸送を主体に担っていたが、2002 FIFAワールドカップ開催のため宮城県総合運動公園が開設されたため、スポーツやコンサートなどのイベントに合わせて臨時列車の増発が行われるようになった。ワールドカップ開催の際には、列車の増発に対応すべく、利府駅のホームが増設（実際には復活）されている。

### 年表
- 1890年（明治23年）4月16日 日本鉄道の路線として岩切駅 - 一ノ関駅間が開業（山線）。
- 1894年（明治27年）1月4日 利府駅開業。
- 1906年（明治39年）11月1日 国有化。
- 1909年（明治42年）10月12日 線路名称制定。東北本線となる。
- 1913年（大正2年）3月20日 利府駅 - 松島駅（旧駅）間に赤沼信号所開設。
- 1918年（大正7年）8月16日 松島駅（旧駅） - 鹿島台駅間に幡谷信号所開設。
- 1922年（大正11年）4月1日 赤沼信号所、幡谷信号所を赤沼信号場、幡谷信号場に改称。
- 1932年（昭和7年）12月26日 幡谷信号場を格上げし品井沼駅開業。
- 1944年（昭和19年）11月15日 陸前山王駅 - 品井沼駅間開業（海線、東北海岸線）[5]。岩切駅 - 陸前山王駅間を塩竈線から東北本線に編入。当初貨物営業のみ。
- 1950年（昭和25年）10月1日 利府駅 - 松島駅（旧駅）間の赤沼信号場廃止。
- 1956年（昭和31年）7月9日 陸前山王駅 - 品井沼駅間（海線ルート）に塩釜駅と新松島駅（現・松島駅）開設。
- 1962年（昭和37年）
  - 4月20日 松島駅（旧駅） - 品井沼駅間（山線ルート）廃止。東北本線の支線となる。
  - 7月1日 利府駅 - 松島駅（旧駅）間廃止。利府線と呼ばれるようになる。海線の新松島駅を松島駅に改称。松島駅（旧駅）の代替駅として愛宕駅開設。
- 1978年（昭和53年）10月2日 交流電化。
- 1982年（昭和57年）4月1日 新利府駅開業。
- 1987年(昭和62年) 4月1日 国鉄分割民営化により日本国有鉄道の路線から東日本旅客鉄道の路線へ。
- 1989年（平成元年）3月11日 ワンマン運転化[13]。タブレット閉塞式を廃止して、特殊自動閉塞式に移行する[13]。小牛田運輸区所属キハ40形気動車1両による単行運転。その後701系電車へ置き換えられる。
- 1995年（平成7年）3月24日 利府線の全列車を電車化。
- 2003年（平成15年）
  - 5月29日 岩切駅、利府駅に自動改札導入。
  - 10月26日 ICカード乗車券Suica導入。

## 運行形態
日中時間帯（11時台 - 16時台）は岩切駅 - 利府駅間をワンマン運転の2両編成の列車が1時間に1本の頻度で折り返し運行している。
2022年3月12日改正時点のダイヤでは、日中の上り列車（利府発岩切行）は、終点の岩切駅で東北本線・仙石東北ライン緑快速の仙台行きと接続している。
2019年までのダイヤでは日中の下り列車（岩切発利府行）は、岩切駅では東北本線上り列車到着の数分後に利府線下り列車が発車するダイヤとなっていた一方で、仙台方面からの接続はあまり重視されておらず、岩切駅で30分近い待ち時間が発生する時間帯も見られた。2020年3月14日のダイヤ改正で、仙台方面からの乗り換えが改善され、岩切駅では東北本線下り列車到着の数分後に利府線下り列車が発車するダイヤとなっている。
始発から10時台と17時台から終電までの列車は仙台駅まで直通する。2023年3月18日改正時点のダイヤでは仙台駅以南の東北本線および常磐線に直通する列車の設定はなく、原則として利府駅 - 仙台駅間の運行のみとなった。但し朝に1本のみ岩沼駅始発仙台駅経由利府駅行きの運転がある。なおこの直通列車は仙台駅を境に列車番号が変わる（仙台駅までは1431M、仙台駅から4433M）。運行頻度は1時間に1 - 2本。列車編成は最大で6両である。
2023年3月のダイヤ改正で廃止された常磐線直通列車は岩沼駅まで東北本線を走行していたが、利府駅 - 仙台駅間では「常磐線直通○○行」、仙台以南の区間では「常磐線普通○○行」と案内していた。

## 運行車両
- 701系
- E721系

## 駅一覧
- 全駅宮城県内に所在。
- 全列車普通列車（全駅に停車）
- 線路（全線単線） … ∨・∧：列車交換可、｜：列車交換不可
- 区分…委：業務委託駅、空欄：終日無人駅
  - 業務委託駅はJR東日本による乗車人員集計対象駅[18]

| 駅名     | 区分 | 営業キロ | 営業キロ | 接続路線                                           | 線路 | 所在地          |
| 駅名     | 区分 | 駅間     | 累計     | 接続路線                                           | 線路 | 所在地          |
| -------- | ---- | -------- | -------- | -------------------------------------------------- | ---- | --------------- |
| 岩切駅   | 委   | -        | 0.0      | 東日本旅客鉄道：■東北本線（本線）・■仙石東北ライン | ∨    | 仙台市 宮城野区 |
| 新利府駅 |      | 2.5      | 2.5      |                                                    | ｜   | 宮城郡 利府町   |
| 利府駅   | 委   | 1.7      | 4.2      |                                                    | ∧    | 宮城郡 利府町   |

- 岩切駅 - 新利府駅間で多賀城市を通るが、駅はない。